# Nicolette Fraillon
Nicolette Fraillon is een Australisch dirigente, die gedurende 11,5 jaar in Europa werkzaam was, grotendeels in Nederland.

## Opleiding
Fraillon studeerde aanvankelijk altviool en muziektheorie aan de Universiteit van Melbourne. Daarna vertrok ze naar Europa en studeerde ze verder in Wenen en Hannover. 

## Activiteiten

### Altviool
Ze speelde in The Mozart Players (een kamerorkest in Amsterdam), het Haydn Quartet (een strijkkwartet, Esterházy-paleis, Oostenrijk) en het Kastalia Quartet (Hannover, Duitsland].

### Dirigent
Toen Fraillon 16 jaar was dirigeerde ze al het Victorian Junior Symphony Orchestra in Australië. In het seizoen 1991-1992 was ze assistent muzikaal leider van de musical Les Misérables in Amsterdam en Den Haag. In 1992 en 1993 dirigeerde ze het Nederlands Dans Theater en het Nederlands Balletorkest. Vanaf 1994 was ze muzikaal leider en chef-dirigent van Het Nationale Ballet. Ze verzorgde ook gastdirecties bij diverse orkesten in Nederland, Finland, Japan en Australië.
Fraillon doceerde viool en altviool aan de internationale school van Wenen. In 1993 en 1994 was ze gastdirigent en docent aan de faculteit muziek van de Universiteit van Melbourne in Australië. 
In 1998 keerde Fraillon terug naar Australië waar ze directeur werd van de Canberra School of Music aan de Australian National University. Later werd ze muzikaal leider en chef-dirigent van het Australisch Ballet. Daarnaast is ze ook gastdirigent geweest bij onder andere het West-Australische Ballet en het West-Australisch Symfonieorkest, het Adelaide Symfonieorkest en het Australisch jeugdorkest.
- MusicBrainz: bb1a6128-6a18-4683-8477-5c7a7c794d63
- Système universitaire de documentation: 131112090
- Trove: 1566336
- Virtual International Authority File: 209081328